# Jobe Bellingham
Jobe Samuel Patrick Bellingham (Stourbridge, 23 settembre 2005) è un calciatore inglese, centrocampista del Borussia Dortmund.

## Biografia
Suo fratello maggiore Jude è a sua volta un calciatore professionista.

## Caratteristiche tecniche
Mezzala offensiva, può essere impiegato anche come trequartista, esterno sinistro o punta centrale.

## Carriera

### Club

#### Birmingham
Bellingham è cresciuto nel settore giovanile del Birmingham City assieme al fratello Jude. Il 10 agosto 2021 ha ricevuto la prima convocazione in prima squadra, all'età di 15 anni e 321 giorni, per l'incontro di EFL Cup contro il Colchester Utd, senza però riuscire a debuttare. Ha giocato il suo primo incontro l'8 gennaio 2021 in FA Cup contro il Plymouth, quando ha rimpiazzato Jordan James dopo 70 minuti di gioco. La settimana successiva ha esordito anche in Championship contro il Preston N.E..
Il 16 luglio 2022 è stato raggiunto un accordo per la firma del suo primo contratto professionistico, ratificato il 23 settembre successivo al compimento del 17º anno di età. Sotto la guida di John Eustace ha giocato con maggior frequenza venendo impiegato in 22 incontri di campionato ed uno di coppa.

#### Sunderland
Il 14 giugno 2023 è stato raggiunto un accordo per la cessione a titolo definitivo del giocatore al Sunderland, divenuta ufficiale il 24 giugno. Il 6 agosto ha debuttato con il nuovo club nell'incontro di Championship perso 2-1 contro l'Ipswich Town e due settimane dopo è andato a segno per la prima volta, realizzando una doppietta utile a ribaltare il punteggio contro il Rotherham Utd, match vinto 2-1.

#### Borussia Dortmund
L'8 giugno 2025 è stato raggiunto un accordo per la cessione a titolo definitivo del giocatore al Borussia Dortmund per una cifra di 33 milioni di euro più 5 milioni di bonus e il 15% della futura rivendita rendendolo così il secondo acquisto più oneroso della storia del club tedesco dopo il francese Ousmane Dembélé. Impiegato nella Coppa del mondo per club FIFA 2025, alla seconda presenza segna la sua prima rete con i gialloneri nel successo per 4-3 contro i sudafricani del Mamelodi Sundowns.

### Nazionale
Ha giocato nelle nazionali giovanili inglesi Under-16, Under-17, Under-18, Under-19, Under-20 ed Under-21.
Nel 2025 partecipa agli Europei Under-21.

## Statistiche

### Presenze e reti nei club
Statistiche aggiornate al 22 giugno 2025.
| Stagione               | Squadra                | Campionato             | Campionato | Campionato | Coppe nazionali | Coppe nazionali | Coppe nazionali | Coppe continentali | Coppe continentali | Coppe continentali | Altre coppe | Altre coppe | Altre coppe | Totale | Totale |
| Stagione               | Squadra                | Comp                   | Pres       | Reti       | Comp            | Pres            | Reti            | Comp               | Pres               | Reti               | Comp        | Pres        | Reti        | Pres   | Reti   |
| ---------------------- | ---------------------- | ---------------------- | ---------- | ---------- | --------------- | --------------- | --------------- | ------------------ | ------------------ | ------------------ | ----------- | ----------- | ----------- | ------ | ------ |
| 2021-2022              | Birmingham City        | FLC                    | 2          | 0          | FACup+CdL       | 1+0             | 0               | -                  | -                  | -                  | -           | -           | -           | 3      | 0      |
| 2022-2023              | Birmingham City        | FLC                    | 22         | 0          | FACup+CdL       | 0+1             | 0               | -                  | -                  | -                  | -           | -           | -           | 23     | 0      |
| Totale Birmingham City | Totale Birmingham City | Totale Birmingham City | 24         | 0          |                 | 2               | 0               |                    | -                  | -                  |             | -           | -           | 26     | 0      |
| 2023-2024              | Sunderland             | FLC                    | 45         | 7          | FACup+CdL       | 1+1             | 0               | -                  | -                  | -                  | -           | -           | -           | 47     | 7      |
| 2024-2025              | Sunderland             | FLC                    | 40         | 4          | FACup+CdL       | -               | -               | -                  | -                  | -                  | -           | -           | -           | 40     | 4      |
| Totale Sunderland      | Totale Sunderland      | Totale Sunderland      | 85         | 11         |                 | 2               | 0               |                    | -                  | -                  |             | -           | -           | 87     | 11     |
| giu.-lug. 2025         | Borussia Dortmund      | -                      | -          | -          | -               | -               | -               | -                  | -                  | -                  | Cmc         | 3           | 1           | 3      | 1      |
| Totale carriera        | Totale carriera        | Totale carriera        | 109        | 11         |                 | 4               | 0               |                    | -                  | -                  |             | 3           | 1           | 116    | 12     |